# Injury Severity Score
 (juillet 2021).
La mise en forme du texte ne suit pas les recommandations de Wikipédia : il faut le « wikifier ».
Les points d'amélioration suivants sont les cas les plus fréquents :
- Les titres sont pré-formatés par le logiciel. Ils ne sont ni en capitales, ni en gras.
- Le texte ne doit pas être écrit en capitales (les noms de famille non plus), ni en gras, ni en italique, ni en « petit »…
- Le gras n'est utilisé que pour surligner le titre de l'article dans l'introduction, une seule fois.
- L'italique est rarement utilisé : mots en langue étrangère, titres d'œuvres, noms de bateaux, etc.
- Les citations ne sont pas en italique mais en corps de texte normal. Elles sont entourées par des guillemets français : « et ».
- Les listes à puces sont à éviter, des paragraphes rédigés étant largement préférés. Les tableaux sont à réserver à la présentation de données structurées (résultats, etc.).
- Les appels de note de bas de page (petits chiffres en exposant, introduits par l'outil «  Source ») sont à placer entre la fin de phrase et le point final[comme ça].
- Les liens internes (vers d'autres articles de Wikipédia) sont à choisir avec parcimonie. Créez des liens vers des articles approfondissant le sujet. Les termes génériques sans rapport avec le sujet sont à éviter, ainsi que les répétitions de liens vers un même terme.
- Les liens externes sont à placer uniquement dans une section « Liens externes », à la fin de l'article. Ces liens sont à choisir avec parcimonie suivant les règles définies. Si un lien sert de source à l'article, son insertion dans le texte est à faire par les notes de bas de page.
- La présentation des références doit suivre les conventions bibliographiques. Il est recommandé d'utiliser les modèles {{Ouvrage}}, {{Chapitre}}, {{Article}}, {{Lien web}} et/ou {{Bibliographie}}. Le mode d'édition visuel peut mettre en forme automatiquement les références.
- Insérer une infobox (cadre d'informations à droite) n'est pas obligatoire pour parachever la mise en page.

Pour une aide détaillée, merci de consulter Aide:Wikification.
Si vous pensez que ces points ont été résolus, vous pouvez retirer ce bandeau et améliorer la mise en forme d'un autre article.

Le score de gravité des blessures (ISS pour Injury Severity Score) est un score médical établi pour évaluer la gravité des traumatismes,. Il est corrélé avec la mortalité, la morbidité et le temps d'hospitalisation après un traumatisme. Il est utilisé pour définir le terme de traumatisme majeur. Un traumatisme majeur (ou polytraumatisme) est défini par un score de gravité des blessures supérieur à 15. Le comité AIS de l'Association pour l'avancement de la médecine automobile (AAAM) a conçu et amélioré cette échelle.

## Échelle abrégée des blessures
L'échelle abrégée des blessures (ou AIS pour Abbreviated Injury Scale) est un système de notation de la gravité globale fondé sur un consensus anatomique qui classe chaque blessure dans chaque région du corps en fonction de sa gravité relative sur une échelle ordinale à six points :
1. Mineur
2. Modéré
3. Sérieux
4. Sévère
5. Critique
6. Maximum (actuellement incurable)

Il y a neuf chapitres AIS correspondant à neuf régions du corps :
1. Tête
2. Visage
3. Cou
4. Thorax
5. Abdomen
6. Colonne vertébrale
7. Membres supérieurs
8. Membres inférieurs
9. Externe et autre (peau)

## Définition
L'ISS est basé (voir ci-dessous) sur l'échelle abrégée des blessures (AIS). Pour calculer l'ISS pour une personne blessée, le corps est divisé en six régions. Ces régions du corps sont :
- Tête ou cou – y compris la colonne cervicale
- Visage – y compris le squelette facial, le nez, la bouche, les yeux et les oreilles
- Thorax – colonne vertébrale thoracique et diaphragme
- Contenu abdominal ou pelvien – organes abdominaux et colonne lombaire
- Extrémités ou ceinture pelvienne – squelette pelvien
- Peau

Pour calculer un ISS, prenez le code de gravité AIS le plus élevé dans chacune des trois régions du corps les plus gravement blessées, mettez chaque code AIS au carré et ajoutez les trois nombres au carré pour un ISS ( ISS = A2 + B2 + C2  où A, B, C sont les scores AIS des trois régions du corps de l'ISS les plus blessées). Les scores ISS vont de 3 à 75 (c'est-à-dire que le score AIS va de 1 à 5 pour chaque catégorie). Si l'un des trois scores est un 6, le score est automatiquement fixé à 75. Étant donné qu'un score à 6 (incurable) indique la futilité de soins médicaux supplémentaires pour préserver la vie, cela peut signifier l'arrêt des soins supplémentaires lors du triage pour un patient avec un score de 6 dans n'importe quelle catégorie.